# 镇海区 (宁波市)
镇海区，古称蛟川，是中华人民共和国浙江省宁波市的一个市辖区，為宁波重要的工业区和港区。镇海区位于宁波市域东面，宁绍平原东端，甬江下游，北与慈溪市相邻，南隔甬江与北仑区相望，西与江北区相接，东与舟山市隔海相望，全区陆域总面积为245.94平方千米，海域面积为123.46平方千米。
镇海的历史可以追溯到越国，五代时始建县，1985年成为宁波市辖区。历史上，镇海是宁波的海防门户，曾经历鸦片战争、中法战争、抗日战争等多次战事，因而有“海天雄镇”之称。镇海的航海与经商传统浓厚。镇海商人是宁波商帮的重要一支，同时镇海也是宁波商帮最大的聚居地，因而镇海也有“商帮故里”的称号。甬江口有长久的通航历史，镇海港区是宁波舟山港的重要组成部分。同时，临港工业是镇海经济中最重要的构成部分。

## 历史

### 远古至五代
今天镇海区所在的区域在新石器时代即有人类活动。邻近的甬江南岸小港横山下曾发现人类居住痕迹。7000年前海侵时期，镇海所处的平原多位于海平面以下，海退后成为盐碱沼泽，后经过多年围垦，方才达到当下的面貌。
镇海于春秋末被纳入越国版图。秦代因地处句章县东端因而称为句章东境。唐武德八年（公元625年），因所属鄞州改为鄮县，因而改称鄮县东境。元和四年（公元809年），鄮县东境始设望海镇，为镇海建置之始。897年，望海镇治城修建完毕，其中包含抵御东海潮水的后海塘。后梁开平三年（公元909年），吴越王钱镠因镇海有渔盐之利，于望海镇筑城，未几改为定海县，时辖清泉、灵绪、崇邱、金塘四乡，为建县之始。其中的清泉乡位于今镇海区境内。五代中原的移民迁入定海县，使得镇海的人口有了较大幅度的增加。
镇海的海防价值在这一时期也开始凸显。132年（东汉阳嘉元年），为防范曾旌起义军，浃口（今镇海口）首设戍驻兵。这是镇海海防的开始。

### 宋元时期
宋元时期，定海县的规模进一步扩大。至1078年（宋神宗元丰元年），定海县辖有清泉东乡、清泉西乡、灵绪乡、崇邱乡、灵岩乡、泰邱乡、海晏乡7乡，成为上县。其中的清泉东乡、清泉西乡、灵绪乡位于今镇海区境内。此时，镇海成为宁波通往日本、韩国的必经之路，曾一度为两浙路市舶司所在地。北宋时，一度大食、古逻、阁婆、占城等地贸易，均须经由定海至明州进行。日本民船也曾数次因风浪进入甬江避险，获得官府救助。利涉道头一时成为海上丝绸之路重要的码头，其所经营的定海江南渡一直延续至现代的镇海渡。镇海的造船能力在此时也有较大的提升，能够建造万斛的大船，并出使高丽。以学者沈焕和镇海学宫的建立为代表，镇海的学术文化开始萌芽。镇海的海防地位在这一时期进一步提高。1132年（宋高宗绍兴二年），定海县设立沿海制置司，成为中国最早的海军衙门。元世祖忽必烈派遣范文虎发动第二次元日战争，舰队亦从定海县启航。

### 明清时期

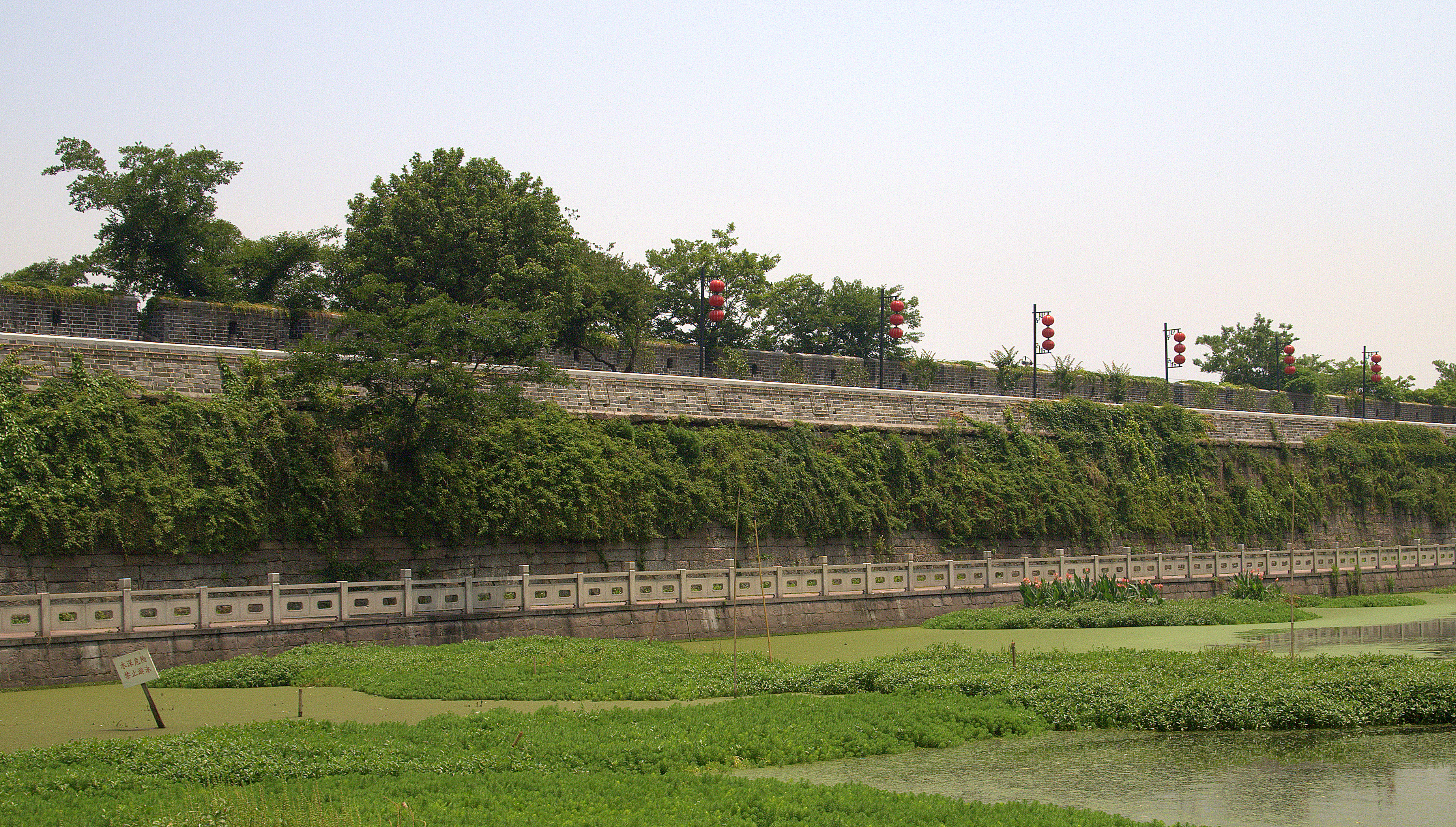
清代建，民国重修的镇海城墙和后海塘

明代初年，昌国县被并入定海县，隶属于明州府。明代海上贸易屡屡受到海禁兴废的影响，同时也受到倭寇活动的干扰。1523年（明嘉靖二年），日本使者宗设谦道和宋素卿在宁波互相斗杀，并攻定海城，是为宁波之乱。这一事件直接导致明州市舶司被废，倭患愈演愈烈。嘉靖年间，浙江海盗王直等与倭寇串通，使得定海倭患日趋严重，沿海多地遭到劫掠。俞大猷、卢镗、戚继光等名将曾先后在镇海抗击倭寇，王直最终被歼灭。在此期间，卢镗于招宝山巅建威远城，今存。宝陀禅寺由普陀山迁至招宝山，寺院几经兴废，延续至今。
1687年（清康熙二十六年），定海县更名为镇海县，同时分原昌国县地域建立新的定海县。在此之前，由于南明与清朝的战争，清政府曾迁舟山民众至定海、鄞县，泰邱、海晏等乡亦受影响。直至郑克塽降清，海禁方才废弛。由于史上城塘屡屡为风灾所废，1751年冬，知县王梦弼主事，改建后海塘为夹层石塘，今存。这一时期，镇海的商业和贸易有了较大的进步，渔民在宁波双街（今江厦街）成立了全国最早的渔业团体组织南蒲公所。南门外也建立了最初的税关以管理对外贸易。随着宁波商帮的兴起，以桕墅方家为代表的镇海籍商人开始崭露头角。镇海的教育也有了较大发展，义学、书院纷纷出现。

### 近代（1840－1949年）

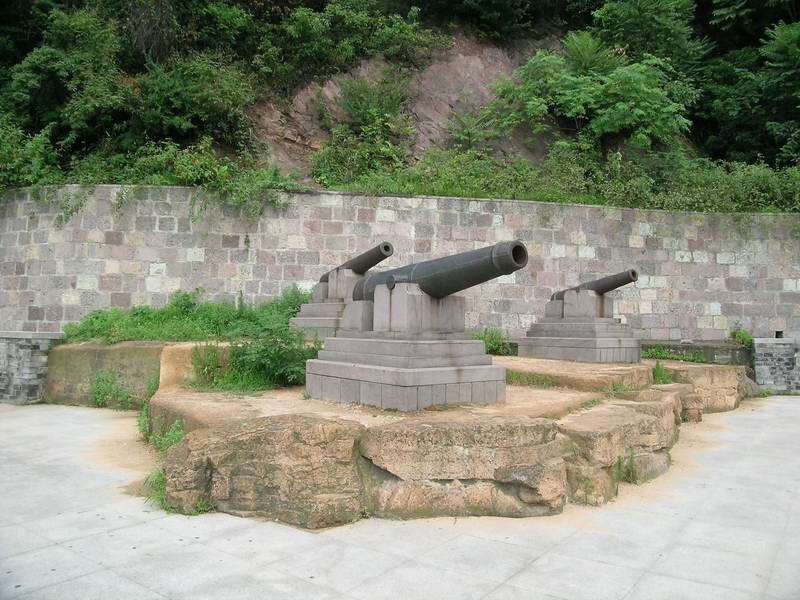
安远炮台旧址复建的火炮

1840年，第一次鸦片战争爆发。1841年10月，镇海被攻占，直至1842年10月11日，英人方才退兵。此后，镇海又于1861年被太平军占领。在中法战争中，1885年，镇海守军取得镇海之战的胜利。镇海的近代化从这一时期开始。1865年，七里屿灯塔建成，为远东最早的现代灯塔之一，经过多次改造，至今保存。此后的1880年，镇海出现近代医院，1890年出现轮船码头，1896年出现邮政局，1901年出现近代学堂。宁波商帮中的镇海籍商人在此时开始登陆上海，成为多个行业中的翘楚。
中华民国成立后，镇海的政治局势曾因为军阀混战、清党等事件而一度动荡，台风等自然灾害也曾在镇海多次造成饥荒。但镇海的近代化在此时进一步推进，工厂、轮船码头、公路、铁路纷纷建成，现代学校、医院、消防局等公共设施也在这一时期纷纷建立。在此之中，县立中学（今镇海中学）、慈镇鄞公路（今329国道）等设施存留至今。但1937年后，随着抗日战争爆发，为防御日军进攻，原先建成的铁路、公路等设施不得不拆除。尽管1940年7月，镇海守军在绍兴等处军队的支援下取得“七·一七”抗战的胜利，但仍在1941年宁绍战役中被日军占领。在日军占领期间，中国国民党领导的镇海县独立中队与定象保安总队和中国共产党领导的浙东纵队三支队对日军进行游击作战，直至1945年8月日本投降。但此后，国共之间在镇海旋即发生冲突，直至1949年5月24日中国人民解放军占领镇海。

### 现代（1949年－今）

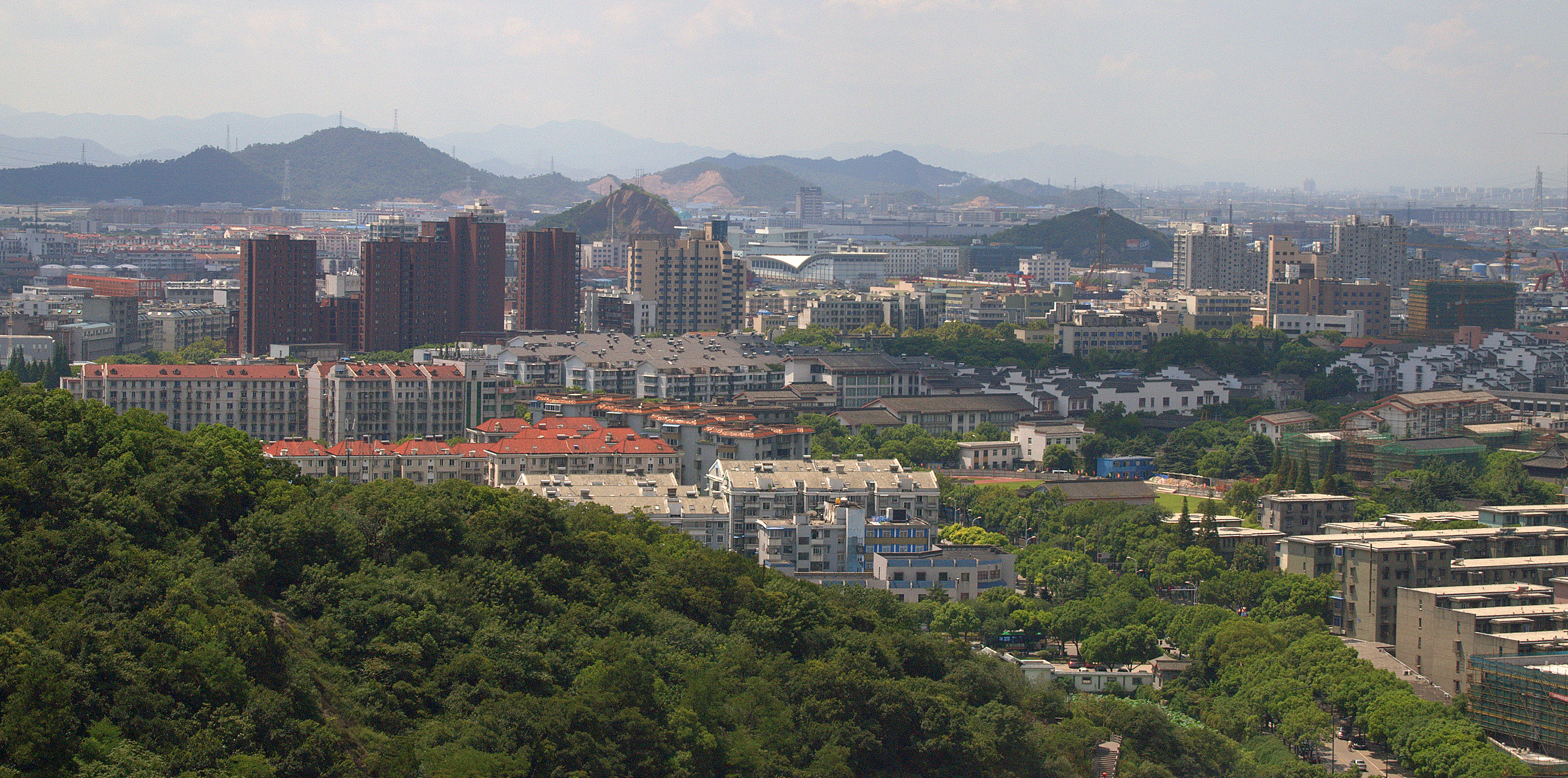
2010年的镇海城区

中华人民共和国成立后，镇海所辖区域发生了较大的变化。原慈溪县的骆驼镇和河头等乡被划入镇海县境内，而原属镇海的雁门、龙山等乡镇被划入慈溪县。1984年1月27日，镇海部分区域设立宁波市滨海区，并于1985年7月1日正式将镇海县行政区域以甬江为界，分为镇海区和新的滨海区（即今北仑区）两部分，镇海从此成为宁波市辖区。
20世纪70年代中期以前，镇海经历了一系列的政治运动。反右、大跃进等政治运动接连不断，直至文化大革命的动乱。但与此同时，镇海的基础教育体系、农田水利和公路网基本形成并大多使用至今。1974年，当时的国家计划委员会先后批准建设镇海港区（今属宁波港）、镇海炼油厂（今镇海炼化）、镇海发电厂和清水浦渔业基地，时称“四大工程”，镇海的工业化从此提速。改革开放后，镇海的经济体制开始放开，乡镇经济逐渐成为镇海经济的重要组成部分，镇海经济开始快速增长。而与此同时，宁波商帮中的镇海籍人士开始资助家乡建设，捐建学校、医院等设施。进入21世纪，镇海成为宁波的工业重镇和浙江省大工程单位最集中的大工业基地。但与此同时，经济发展与环境、民生的协调也成为镇海亟需面对的课题。

## 地理
镇海区境位于浙江省东北部，宁绍平原东端，东经121º27'至121º46'，北纬29º53'至30º06'之间。辖区南面以甬江中心线与北仑区为界，西靠江北区，东濒灰鳖洋，北接慈溪市，区境西北-东南长约23公里，东北-西南宽约13公里，陆地面积245.94平方千米，海域面积161.74平方千米，海岸线总长22.21千米。全区有平原22.94万亩，山地5.43万亩，水面3.79万亩，呈现“一水二山七分地”的格局。

### 地质地貌

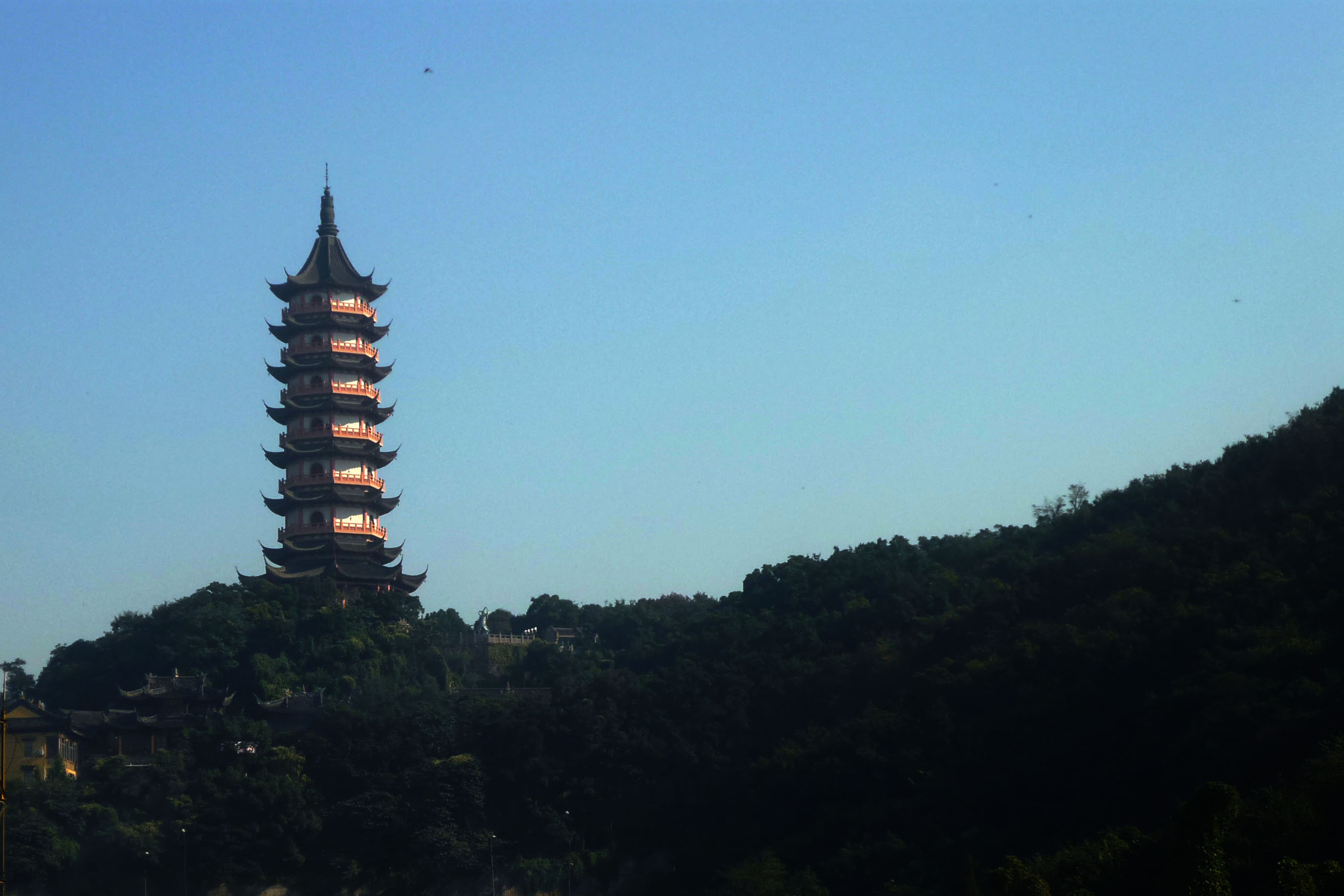
招宝山

镇海区地势西北高东南低，西北部为丘陵，南部为江海平原。西北部丘陵为四明山余脉，自西向东进入区境，并于澥浦镇东端入海，形成岛屿，山丘海拔在100至400米之间。平原则主要有分布于贵驷–临江一线以西的滨海湖沼平原和东面的滨海海积平原，此外还有小片位于甬江凸岸和入海口的冲海积平原。中华人民共和国成立后，对镇海海岸线进行了多次围垦，使得海岸线发生了较大的变化，原先孤悬海外的外游山成为半岛，而沿海的镇北滩涂岸线也得以向东延伸，成为工业和港区用地。
地质上，镇海地处华南加里东褶皱系东北域和燕山运动火山活动带东北。表层地层则为侏罗纪及第四纪时期。侏罗纪地层露于澥浦镇附近，第四纪地层在境内普遍存在。境内岩石则属于弱碱质–钙碱质岩系和铝过饱和系列，多为火山岩、火山侵入岩、侵入岩和混合花岗岩。区内含多种矿产，但大多数为矿点，仅有泥炭、石膏、石英岩有利用价值。境内北部为昌化–定海断裂带，招宝山东西两侧则为活动断裂带。地震较少，除明代有灾害记录外，并无地震破坏记载。

### 水文

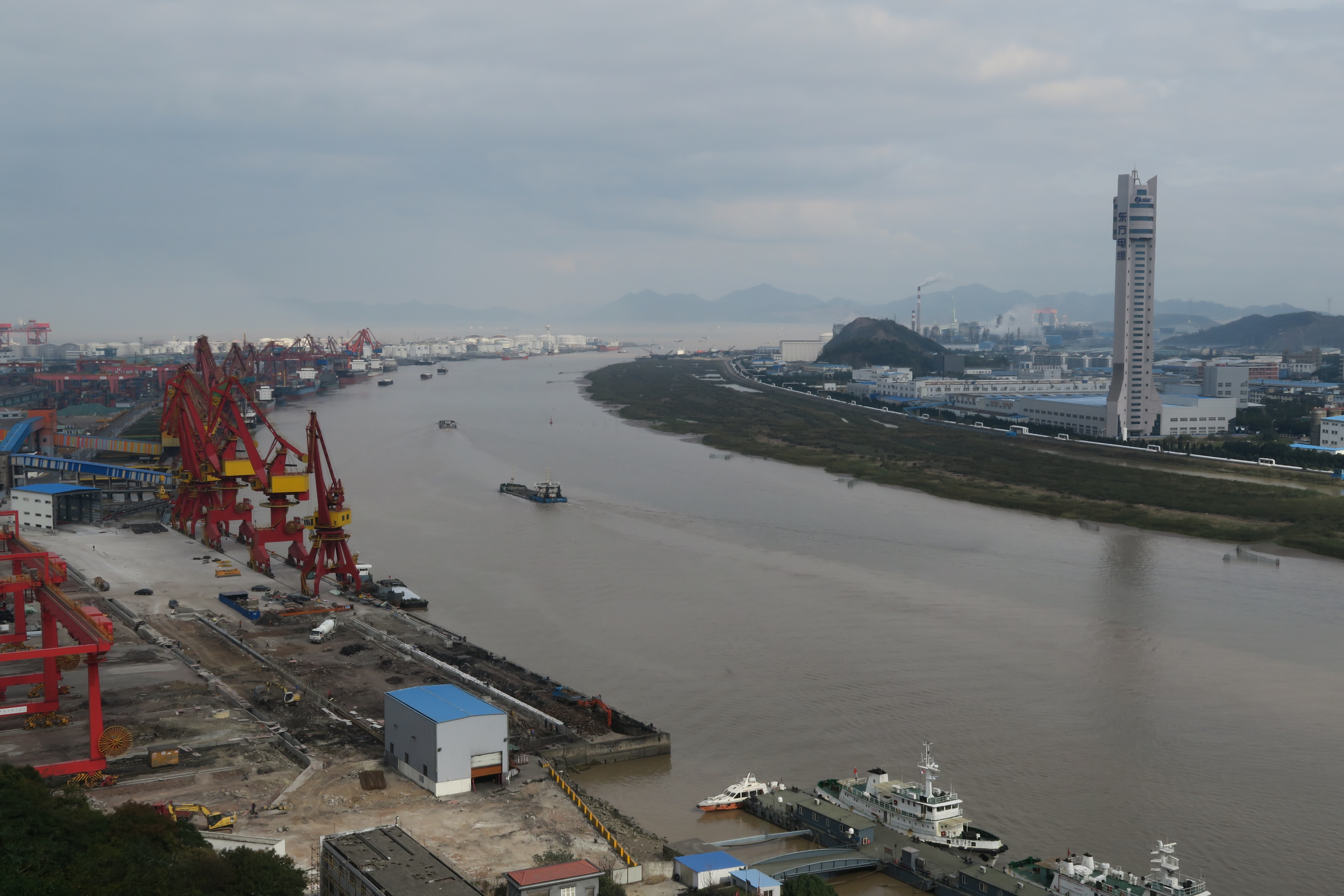
甬江入海口

灰鳖洋海域位于区境东北，北起火山列岛，南至金塘水道，面积1200平方公里，其中区境内165平方公里。灰鳖洋水深在5到10米，潮汐为不规则半日潮，涨潮向西，落潮向东，潮差2米。该海域为宁波向上海、舟山的重要航行水域。甬江是镇海区内最大的河流，为奉化江与姚江在宁波三江口交汇而成，在区境南界经过，向东注入灰鳖洋，区境内共长16公里。甬江形成于6000年前海退之时，距今4000年时基本形成现在的入海口。其潮汐为不规则半日潮，潮差1.75米。1975年大小游山海堤建成后，甬江潮量有所减小，导致河道泥沙淤积，需要整治。
镇海区境内河网密布，多属于姚江水系东部，洪涝由澥浦大闸、张监碶入海，泄洪十分便利。镇海境内有河道43条，集水面积216.05平方公里。前大河、中大河等河流沟通姚江和浙东运河，曾是重要的航运通道。区境内有中型水库一座，为十字路水库。水库建成于1988年，集水面积10.4平方公里，总库容23000万立方米，正常库容2030万立方米，为镇海区和宁波市江北区供水。同时，水库也作为九龙湖旅游区开放。尽管镇海境内河流众多，但镇海的人均和亩均水资源拥有量仍然低于全国平均水平。

### 气候
镇海区的气候可归为亚热带季风气候。气候四季分明，温和湿润，降水充沛。但受到季风强弱变化的影响，镇海气候的年际变化较大。此外，镇海也时常受到台风、暴雨、干旱等极端气象灾害的影响。
镇海的春季盛行偏东风，冷暖空气交替导致气温反复变化。入夏时则有梅雨，降雨较为集中，历史平均入梅日期为6月13日，出梅日期为7月8日。梅雨季节空气潮湿，易导致衣物、食物易滋生霉菌，故又称为“霉季”。出梅后天气受到副热带高压控制，天气晴热干旱。8月中旬进入夏末，开始受到台风影响，此时多出现一年中最大的过程雨量。秋季气温开始缓慢下降，昼夜温差开始加大，历史平均初霜日为11月23日。此后进入冬季，冷空气活动频繁，气候干燥寒冷，部分年份有降雪。

### 土壤植被
镇海的土壤分布于低山丘陵、滨海平原和水网平原3种地带。低山丘陵土质为垂直排列，从表层开始依次为水稻土、红壤、黄壤，土质多呈酸性，土体多为红黄色，沙石掺杂较多，缺乏磷、钾等元素，保水、保肥性能较差。滨海平原土壤为带状排列，从海至陆地分别为盐土、潮土、水稻土。土质偏碱性，粘性、僵性较重，富含硼、镁、钙等元素，但明显缺乏磷元素。水网平原夹在低山丘陵和滨海平原之间，土壤类型以水稻土为主，部分地域存在潮土，土质偏酸性，有机质含量较高，而有效磷含量较低。
镇海区境内的植被主要为次生植被，而原始植被在历代砍伐下几乎绝迹。分布在沿海滩涂的主要为草本植被，以芦苇为主，滩涂还包含三棱藨草、盐田碱蓬、小飞蓬等植物。沿海丘陵针叶林和沿海丘陵阔叶林分布于招宝山等沿海丘陵，主要针叶林有马尾松、黑松和杉木，阔叶林有石栎、青冈、苦槠等，此外柳杉、金钱松等温性针叶林也有少量分布。沿海平原多竹林植被，有香樟、木荷、杉木、毛竹等植物，特产红哺鸡竹。

### 生态环境

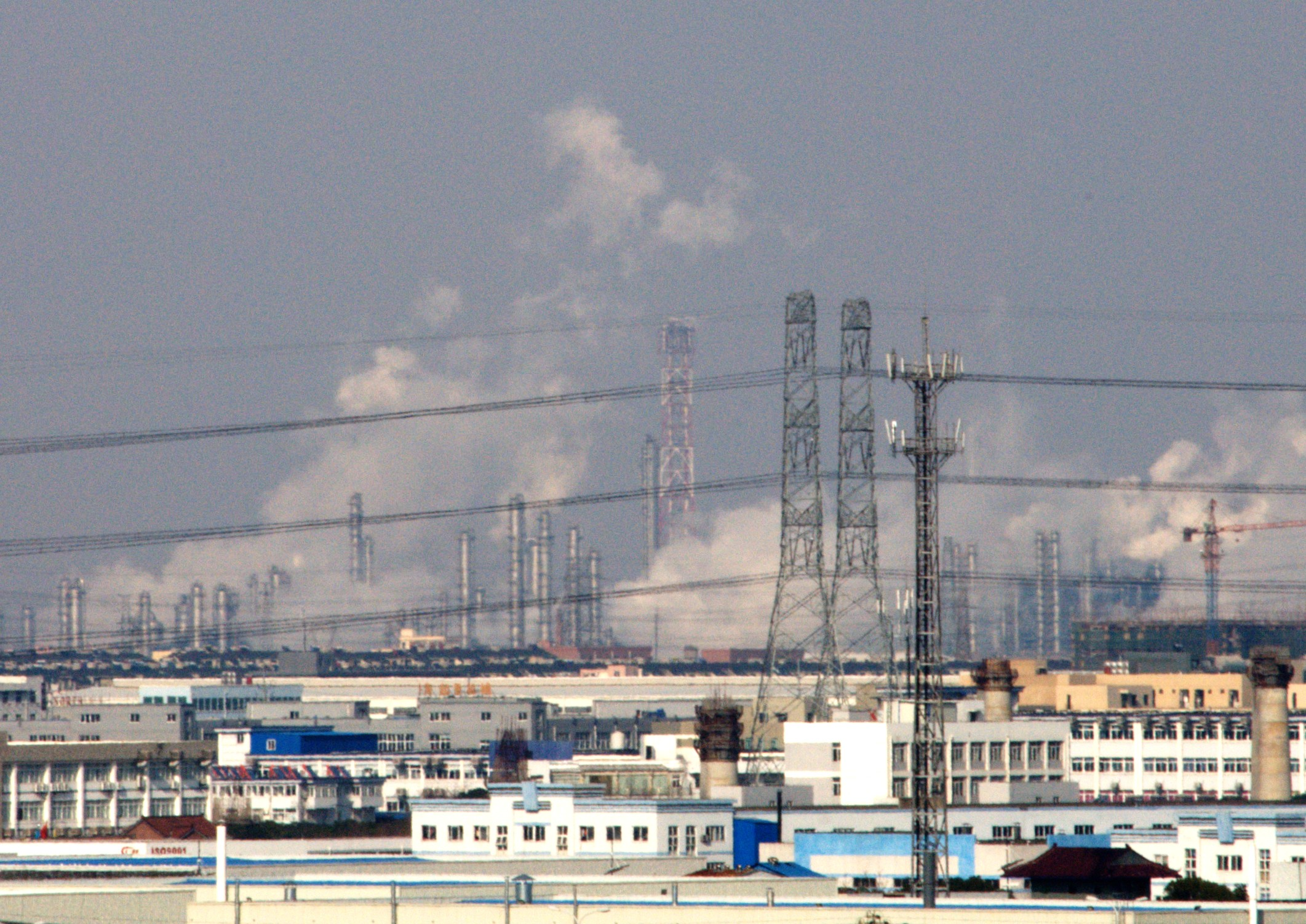
宁波化工区内的烟雾

20世纪70年代，包含镇海炼化、镇海港区在内的“四大工程”落户镇海，因这些工程能带动当地经济发展，解决就业问题而受到了居民的欢迎。但随着环境问题的凸显，居民的态度开始转变，镇海区政府也不得不将解决环境问题作为重要的任务。
镇海的主要污染物为化工污染和粉尘污染。由于宁波石化经济技术开发区位于镇海区境内，全区有近200家化工类企业，因而化工污染长期困扰着镇海。开发区成立以来，曾发生多起工厂因泄漏或偷排废气导致周边空气、水源遭到污染的事件，受到媒体关注。镇海靠灰鳖洋的镇北滩涂也因工厂排放工业废水，导致泥螺、黄蛤等生物在20世纪80年代中旬即告绝迹。由于镇海港煤码头是中国“北煤南运”的重要中转基地，因而煤尘污染也是镇海空气污染的重要组成部分，多年来严重影响居民的正常生活和健康。此外，部分技术落后的小型有色金属、电镀、酸洗工厂也时常污染镇海的内河，威胁居民健康。有研究显示，镇海区2007年至2009年的癌症死亡率有显著的提高。当地政府也曾尝试通过建立更为精细的环境监测体系和与居民的沟通机制。

## 行政与区划
镇海区于1985年成为宁波市下辖的一个市辖区，其政治体制与中国大陆其他市辖区政府基本相同。镇海区人民政府成立于1985年11月，以原镇海县政府机构重组产生，行使镇海区境内的行政职能。中国共产党是镇海区唯一的执政党，中国共产党宁波市镇海区委员会（中共镇海区委）成立于1985年9月，对区内重大决策有决定权，实际权力大于镇海区政府。至2016年底，中共镇海区区委书记为林雅莲，镇海区人民政府区长为魏祖民。
镇海区1985年建区时设城关、俞范、贵驷、庄市、骆驼、澥浦6个建制镇，临江、河头、长石、汶溪4个乡。1992年乡镇合并后，改为城关镇、骆驼镇、庄市镇、贵驷镇、澥浦镇、河头乡5镇1乡。至2015年，镇海区下辖5个街道、2个镇，共含29个社区，60个行政村。5个街道为招宝山街道、蛟川街道、庄市街道、骆驼街道、贵驷街道，2个镇为澥浦镇、九龙湖镇。其中，贵驷街道由宁波国家高新技术产业开发区代管。除街道乡镇外，镇海区还拥有国家级经济技术开发区宁波石化经济技术开发区，其党政一把手由镇海区党政一把手兼任。
镇海区行政区划图如下，数据为2015年。
| 地图                                                                       | 区划名称   | 面积（平方千米） | 人口   | 邮政编码 | 行政区划代码 | 村级区划数      | 治所          |
| -------------------------------------------------------------------------- | ---------- | ---------------- | ------ | -------- | ------------ | --------------- | ------------- |
| 九龙湖镇 澥浦镇 骆驼 · 街道 贵驷 · 街道 庄市 · 街道 蛟川 · 街道 招宝山街道 | 招宝山街道 | 21.71            | 6.69万 | 315200   | 330211001    | 10社区          | 胜利路200号   |
| 九龙湖镇 澥浦镇 骆驼 · 街道 贵驷 · 街道 庄市 · 街道 蛟川 · 街道 招宝山街道 | 蛟川街道   | 40.06            | 4.17万 | 315212   | 330211002    | 8社区，12行政村 | 镇宁东路818号 |
| 九龙湖镇 澥浦镇 骆驼 · 街道 贵驷 · 街道 庄市 · 街道 蛟川 · 街道 招宝山街道 | 骆驼街道   | 30.25            | 3.21万 | 315202   | 330211003    | 4社区，13行政村 | 汶骆路86号    |
| 九龙湖镇 澥浦镇 骆驼 · 街道 贵驷 · 街道 庄市 · 街道 蛟川 · 街道 招宝山街道 | 庄市街道   | 25.13            | 2.65万 | 315201   | 330211004    | 4社区，9行政村  | 兆龙路769号   |
| 九龙湖镇 澥浦镇 骆驼 · 街道 贵驷 · 街道 庄市 · 街道 蛟川 · 街道 招宝山街道 | 贵驷街道   | 16.39            | 1.43万 | 315206   | 330211005    | 1社区，7行政村  | 贵安路8号     |
| 九龙湖镇 澥浦镇 骆驼 · 街道 贵驷 · 街道 庄市 · 街道 蛟川 · 街道 招宝山街道 | 澥浦镇     | 41.26            | 2.17万 | 315203   | 330211100    | 1社区，8行政村  | 兴建西路428号 |
| 九龙湖镇 澥浦镇 骆驼 · 街道 贵驷 · 街道 庄市 · 街道 蛟川 · 街道 招宝山街道 | 九龙湖镇   | 65.3             | 2.25万 | 315205   | 330211101    | 1社区，11行政村 | 九龙东路1号   |

## 区域规划
镇海设区之后，城区主要以老城（招宝山街道）为中心发展。但进入21世纪后，宁波开始推进快速城市化和工业化，并于2004年通过了《宁波市城市总体规划》。在这一规划中，镇海区所辖区域西南部分属于三江片，东部属于镇海片。根据这一规划，宁波市规划局编制了《宁波市镇海区分区规划》，将镇海区分为6个片区。其中，区境东部的镇海片包含老城次分区、滨海产业次分区和澥浦次分区，区境西南的三江片包含镇海新城南区次分区、镇海新城北区次分区和机电工业次分区三部分。
在这6个分区中，老城次分区承担居住、商贸、办公功能，同时承担港口物流、老城历史文化风貌保护功能。滨海产业次分区利用现有工业设施，发展大型临港工业和国家级石化基地，同时利用海铁联运形成物流枢纽港。澥浦次分区承担生活居住功能，工业用地与居住用地相互独立。镇海新城南区次分区为宁波高教园区（北区）组成部分，承担教育、科研、居住等功能。镇海新城北区次分区规划为镇海区未来的行政中心和宁波北部商贸商务中心，融合居住区和开发建设区，同时结合轨道交通和铁路建设综合交通枢纽。机电工业次分区则规划为生态型工业园区。

## 经济
镇海的经济较为发达，2015年国内生产总值为753.72亿元人民币，人均GDP达到31.63万元人民币。农业和渔业占到镇海产值的0.9%，工业占到71.6%，商业、服务业占到27.5%。

### 工业

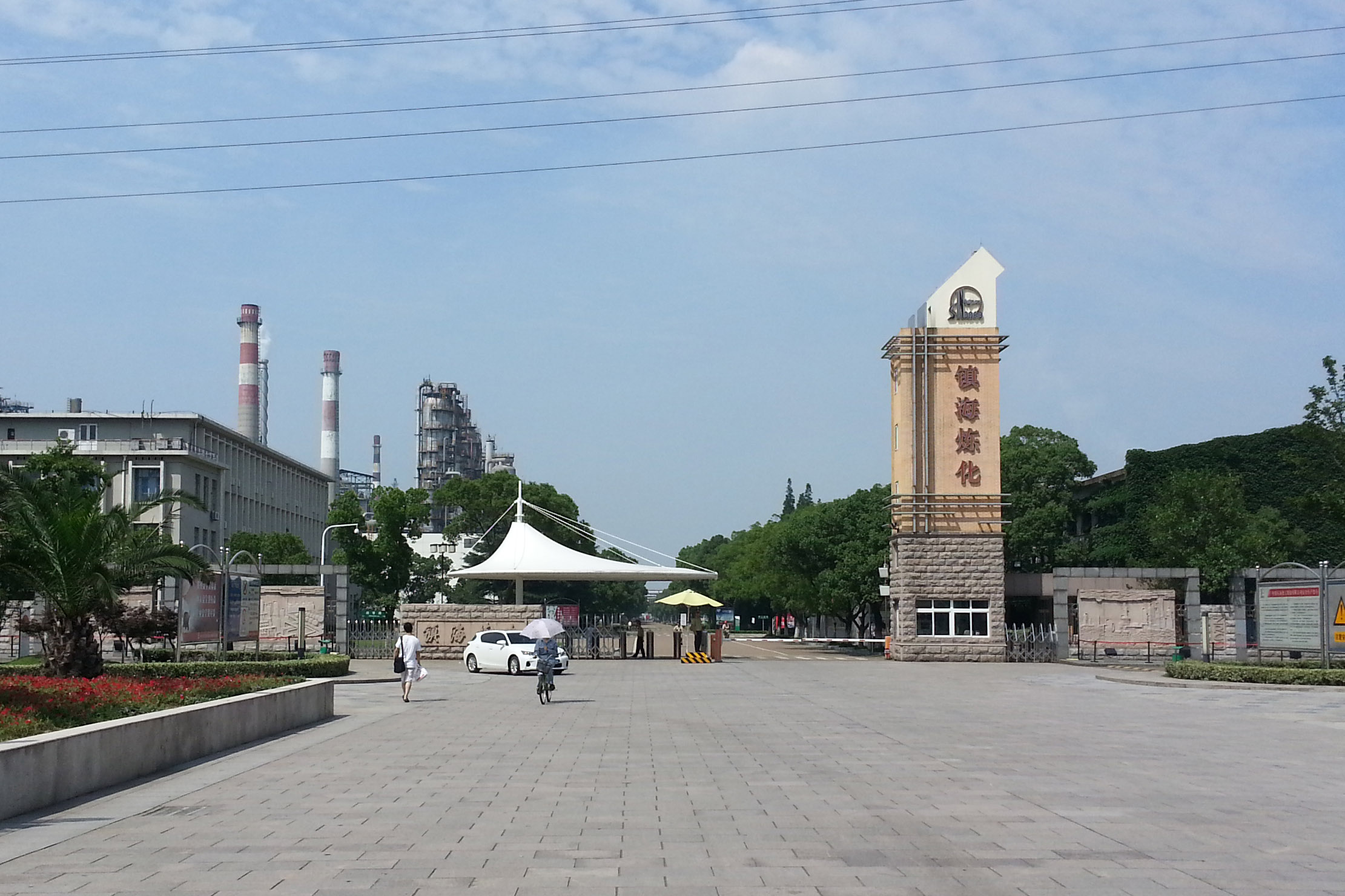
镇海炼化正门

镇海的现代工业起步较晚。1917年、1922年，镇海县城西门外和招宝山南麓曾经分别创办发电厂，但不久均停办。中华人民共和国成立后的相当长一段时间，镇海的工业都处于停滞阶段。直至1974年，随着镇海炼化和镇海发电厂的相继建设，镇海方才逐步摆脱工业落后的局面，成为宁波的工业重镇。在2004年制定的《宁波市城市总体规划（2004-2020）》中，镇海亦规划为近海物资中转基地和大型临港工业区。
镇海的工业包含机电、化工、能源、轻工等领域，并形成了若干产业区域。镇海经济开发区位于蛟川街道，主要工业门类为机械、电子信息和物流。骆驼机电园区位于骆驼街道，主要发展机电产业。位于蛟川街道和澥浦镇的宁波石化经济技术开发区则是一片以炼油、乙烯为支撑的国家级经济技术开发区，拥有镇海炼化、LG甬兴、阿克苏诺贝尔等大型化工企业和镇海国家石油储备基地，是长三角重要的重化工基地，但其带来的环境问题亦不容小觑。

### 农业与渔业

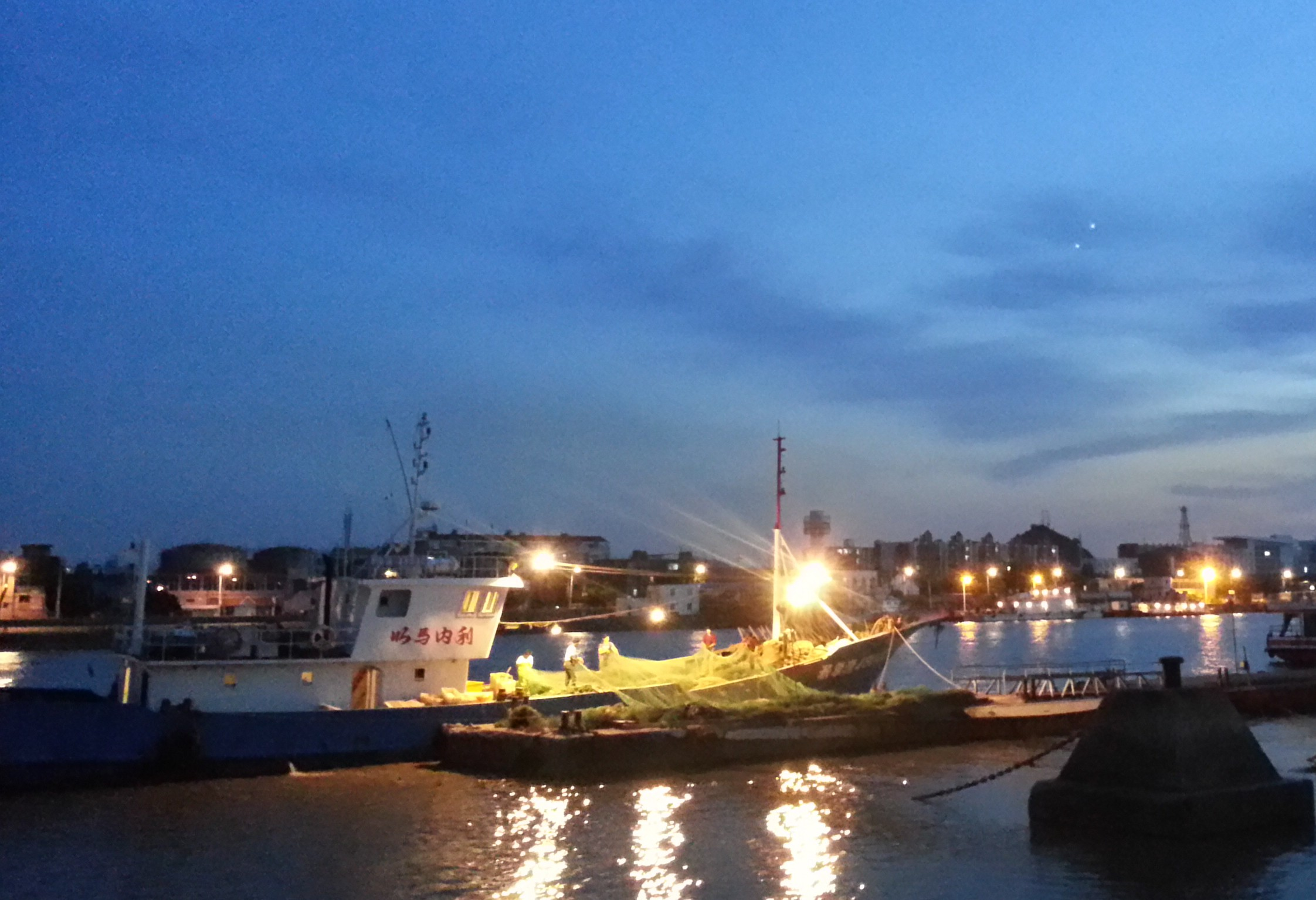
一艘停靠在甬江北岸的渔船

唐代时，镇海境内即有桑麻记载。至清代乾隆年间，已有“邑地肥衍，五谷蕃滋，山村水乡，兼饶杂植”之说。镇海的农业生产多以粮、棉、油、畜和商品蔬菜种植为主。主要种植的粮食作物为水稻，油菜—水稻—水稻三熟制种植格局较为普遍，曾有的双季间作稻已经停止种植。滨海区域多种植棉花，始于晚清，近来多实行棉—粮（蚕豆或大麦）、棉—草（苜蓿）间作。此外，大麦、小麦、番薯等作物也有所种植。进入21世纪，镇海逐渐形成现代农牧产业带、高压走廊经济生态带、沿山环库林果带、近郊特色农业带等多个农业区块和观光农业、生态农业等多种新型农业经济模式。
镇海海洋捕捞业有近千年历史，澥浦渔民曾一度形成南北两帮，传统渔场范围北至渤海，南至舟山渔场，后由于战乱等原因，渔场萎缩，从业者减少。镇海西北的灰鳖洋在镇海境内的部分约为165平方公里，主要出产鱼类为鳓鱼、鲳鱼、马鲛鱼、鮸鱼和鲻鱼，另有海蜇和虾、蟹出产。历史上曾有大黄鱼，但由于洄游方向改变，现已不多见。20世纪70年代以后，镇海的渔业资源有了较大的衰退，主要经济鱼种产量大幅下降，但梅童鱼、鲻鱼、虾潺和梭子蟹等的产量却有所提高。

### 商业
镇海区历史上是宁波商帮最大的聚居地，具有浓厚的商业传统。但长期以来，镇海未能形成集中的商贸区域，商业布局仍停留在传统的临街商铺，提供的商品也主要是生活必需品，无法与宁波市中心的商业区相竞争。2010年前后，镇海开始在老城和新城规划建设商业广场。在此之中，2009年建成的招宝广场成为镇海第一家大型商业广场。此后，老城的南熏别院、鼓楼广场和新城的银亿海尚广场等大型商业广场相继建成投用。与此同时，欧尚、华润万家等大型超市开始布局镇海，与本土的三江购物俱乐部、加贝超市等大型超市展开竞争，促使本土超市改善服务质量，一定程度上也改善了镇海的消费环境。
依托港口，镇海区境内有多家专业市场。截止2013年年底，镇海区境内各类市场共44个，其中的镇海液体化工产品市场和宁波镇海大宗生产资料交易中心两家市场被中国社会科学院列入2013年度中国商品交易市场百强。

### 金融
镇海区境内有十余家商业银行开设的支行。其中包括五大国有商业银行，平安银行等多家股份制商业银行和宁波银行等数家城市商业银行。与此同时，镇海也拥有本土银行镇海农商银行，为镇海区农村信用合作联社改制而成，是浙江省地第一家由农村信用合作联社直接改制的农商银行。同时，宁波镇海中银富登村镇银行是浙江省首家中外合资村镇银行，由中国银行与新加坡淡马锡富登金融控股合资创办。针对镇海小微企业和个体经济发达的现状，各家银行在信贷方面给予了一定的扶持政策，以解决融资方面的难题。

## 文化

### 饮食
镇海区居民的主食为米饭，菜肴俗称“下饭”，主要的蔬菜为油菜、莙荙菜、荠菜、芹菜等，雪里蕻（咸齑）为常见配菜，有“三日不吃咸齑汤，脚骨有点酸汪汪”之说。菜蕻干、腌冬瓜、苋菜股为当地特色蔬菜。除蔬菜外还常有海鲜，黄鱼、带鱼、鲳鱼、弹涂鱼、乌贼、蟹、虾等海鲜及干制品也常作为菜肴。民间传统，就餐以吃米饭为主，有“下饭呒告饭吃饱”之说，但这一习惯已有所改变。民间喜饮热黄酒，请客吃饭时常常劝酒。餐间食用点心，有年糕、麻糍、汤圆、圆子、金团、米馒头、灰汁团等米食和大饼、油条等面食。历史上曾一度缺乏水果，当地特产的金柑、橘子多作为祭品。20世纪80年代起，随着水果产量的增加和居民对生活质量的追求，水果在日常食物中的比例有了较大增加。

### 民风民俗
镇海民风多有互帮互助之风，传统邻里平日互赠礼品，一时有难则醵钱相助。出门在外，则同乡互相帮扶，因而历史上镇海人往往成为宁波帮的中坚。同时，传统的镇海人有闯荡天下的民风，因而在外经商、务工多有成就。与此同时，镇海民风崇尚俭朴，崇尚“无工不富，无商不活”，从小教育孩童爱惜粮食，同时不舍得丢弃剩菜剩饭，旧衣裤在无法穿着后多作鞋底或拖帚，有“做人家”之说。
镇海的节令风俗总体上与中国其他地区类似，春节、元宵节、清明节、立夏、端午、中秋、重阳等传统节日较受重视，民间佛教信仰普遍，亦有礼佛风俗。旧时大年初一不开火，不动刀剪，为器物放假一天。初二起出门拜岁。元宵节除张灯之外，也有吃菜汤果、圆子、丫头羹的风俗。镇海人重视清明，游子多归家扫墓，同时有“做清明羹饭”之俗。立夏时有煮豇豆糯米饭、焐茶叶蛋作为立夏饭、立夏蛋，同时吃三四寸长小笋（称“脚骨笋”）的风俗。端午则有插艾、吃粽子、女婿送节礼的风俗。中秋与宁波其他区县一样，有过八月十六的风俗，传统上有聚吃汤果、月饼的习俗。重阳时则有做米馒头，组织郊游等活动。此外，招宝山上宝陀寺供奉不肯去观音，因而有每年农历二月十九、六月十九、九月十九三次礼佛活动，常常出现数万人夜登招宝山祭拜观音的情形。

### 方言
镇海通行的方言为镇海话，为吴语太湖片甬江小片方言，由34个声母和50个韵母构成。由于镇海建置于五代，因而镇海话的声母系统中保留了大多数中古声母和塞擦音。同时，随着时间的演变，镇海话的韵母发生了较大的变化，不同的变化途径在宁波话（市中心方言）和镇海话之间形成了细微的差异，语言上更加接近古音。但由于历史上镇海长期为宁波辖县，两地居民来往频繁，因而镇海话与宁波话仍十分接近。语法上，与甬江小片其他方言相同，镇海话也有宾语前置和重叠词现象。自从1949年以来，由于普通话教育的推广和外来人口的增加，镇海的不少年轻人已经无法使用镇海话。为此，镇海区档案部门开展了对镇海话的建档工作，而区内部分学校也开展了镇海话的教育。

### 古迹

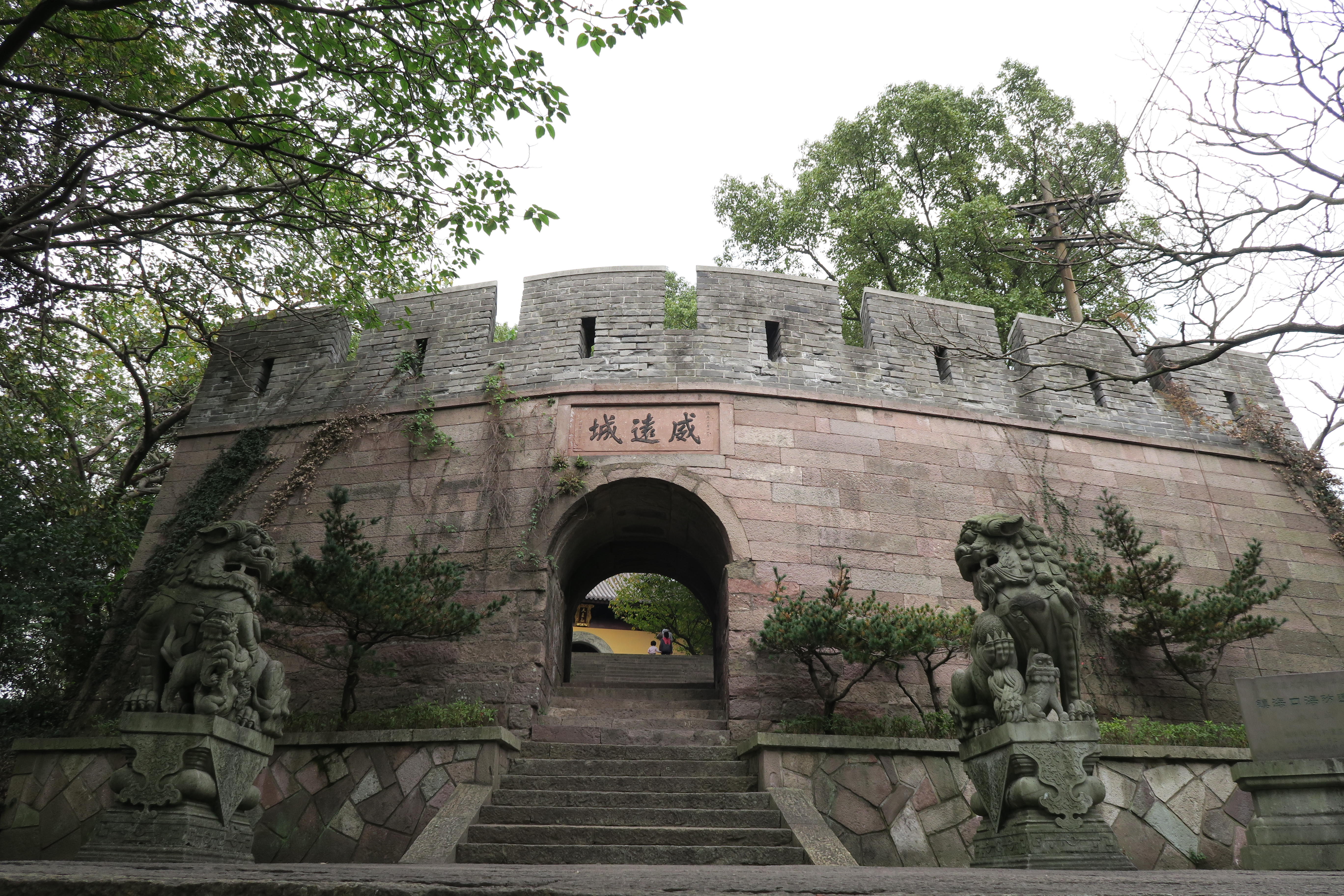
威远城，镇海口海防遗址组成部分

截至2023年，镇海拥有7处省级以上文物保护单位。镇海口海防遗址为全国重点文物保护单位，建筑年代从明代直至民国，是镇海口在抗倭、第一次鸦片战争、中法战争和抗日战争中存留下来的遗迹，也是中国保存较为完好的海防遗址，在镇海区境内有威远城、明清碑刻、月城、安远炮台，吴公纪功碑亭、俞大猷生祠碑记、泮池、吴杰故居八个文物点被纳入保护范围。七里屿灯塔是全国重点文物保护单位浙东沿海灯塔的组成部分，始建于1865年（清同治四年），为远东最早的近代灯塔之一，对研究宁波港的历史有较高价值。后海塘为浙江省文物保护单位，建于1748年（清乾隆十三年），具有独特的城塘合一的格局和夹层石塘的形制，在浙江省内较为罕见。“奉宪勒石”碑是浙江省文物保护单位宁波水利航运遗址碑的组成部分，是镇海区境内唯一的航运水利碑，记载了当时宁波内河航运的管理章程，反映了航线的组成以及浙东运河和京杭运河之间的联系。叶氏义庄和包玉刚故居是与宁波商帮相关的两处浙江省文物保护单位。前者是上海“五金大王”叶澄衷之子创建的义学，后者则是“世界船王”包玉刚的旧居。朱枫故居是中国共产党对台情报人员朱枫的故居。此外，镇海还拥有邵逸夫故居等多处市级文物保护单位及镇海鼓楼等多处区级文物保护单位。

## 社会

### 人口

镇海常住人口增长，虚线表示设区的1985年，之前仅有镇海县数据

原镇海县境域内的人口统计始于1227年（宋宝庆三年），当时县域内共有56492人。明宣德至天顺年间，人口约有4.3万人，成化年间恢复到60207人。此后，由于倭寇不断入侵，战乱频繁，人口在3万至3.8万之间波动。清代康熙年间以后，在税收等政策的鼓励下，镇海人口出生率有了较大提高，至雍正年间人口已达到先前的2倍以上。1910年，镇海县人口总数为320702人。至20世纪40年代，由于抗日战争，人口流散，县内人口下降了19.5%，城区人口更流失了将近70%。中华人民共和国成立后，由于户籍和生育政策等原因，人口增长迅猛，1949年至1985年增长了75%。除出生外，20世纪70年代随“四大工程”迁入的人口也占到了一定的比重。镇海区与北仑区划江而治之后，由于计划生育政策的实施，人口自然增长率较低，此时迁入人口成为镇海人口增长的主要因素。至2020年11月，镇海区常住人口达到51万人。
2005年，镇海区常住人口为22万人，而登记外来务工人员则达到了19万人，实际人口则远超这一数字。镇海外来人口多来自浙西以及省外的安徽、四川等省区，所从事的行业大多为劳动密集型产业，且福利待遇、劳动保障等条件相对较低。但因所获报酬远高于家乡，因而镇海外来务工人员仍然络绎不绝。进入21世纪以来，镇海区政府在流动人口管理和服务方面进行了一定的投入，然而多数用工企业却并未在提高外来务工人员待遇方面有所作为，这也导致外来务工人员对企业的认同感薄弱。
镇海区的世居民族基本都是汉族，区内其他民族多为外地迁入。至2008年，镇海共有非汉族户籍人口800多人，包含26个民族，多为婚嫁和就业迁入，另有非汉族外来人口5000余人。
根据宁波市第七次全国人口普查主要数据显示常住人口为510462人，全区按户籍口径统计的总户数109378户，人口270315人。全年人口出生率6.5‰，死亡率5.0‰，人口自然增长率1.5‰。全区女性初婚人数856人，二孩率39.5%。

### 宗教
镇海区境内的宗教主要有佛教和基督新教。

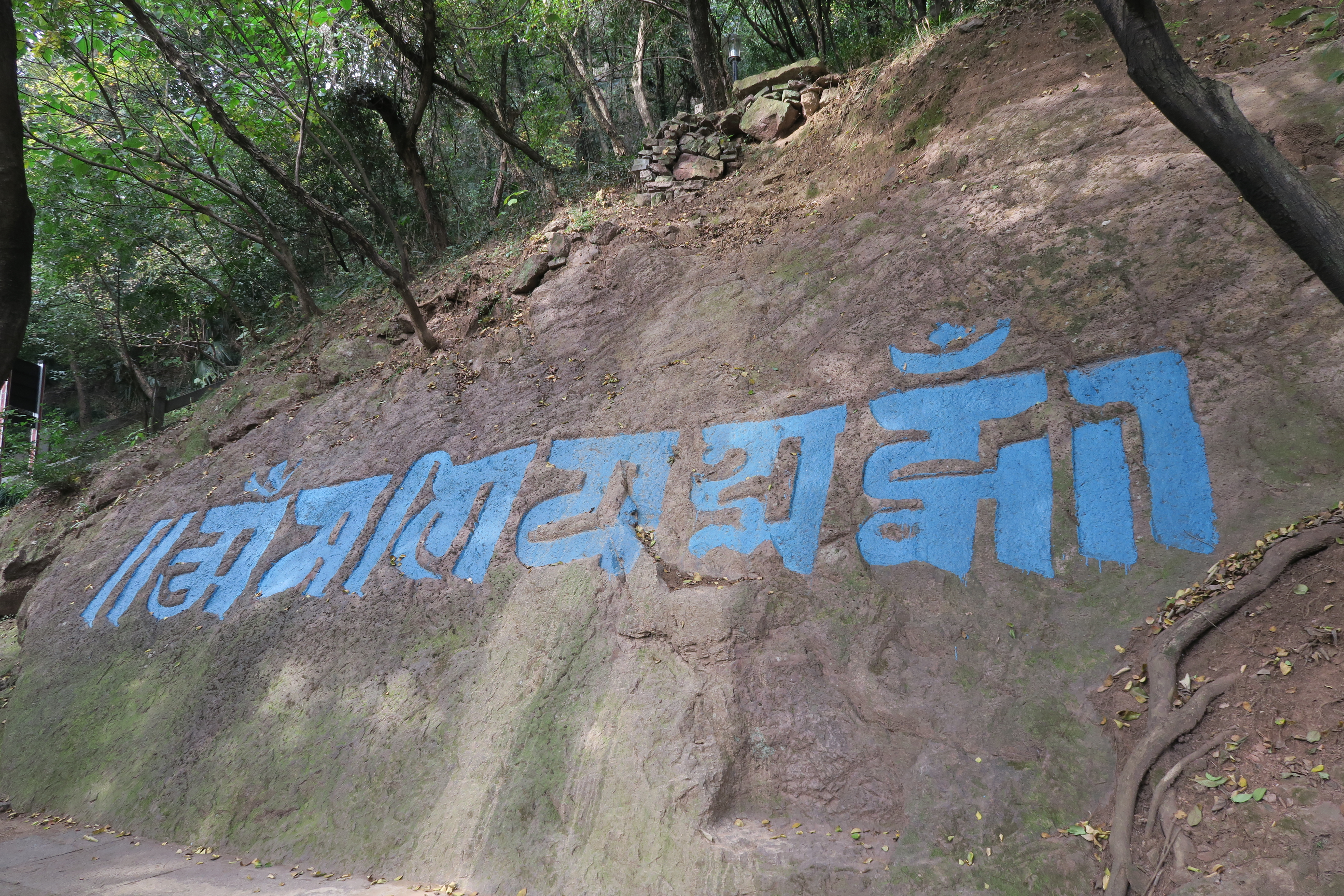
招宝山上元代摩崖石刻六字真言

742年（唐天宝元年）高僧维实在达蓬山建立的佛迹院为镇海境内首座佛寺。镇海区境内的佛寺分布于城区（含招宝山）、区境西北山区和原官道两侧。招宝山有佛教场所的历史可追溯到唐代，元代密宗所刻六字真言至今留存。而招宝山顶宝陀禅寺为时任总制胡宗宪为防止普陀山观音塑像被倭寇损坏而迁来，招宝山观音得以闻名，至今仍有每年定时参拜的习俗。区内西北山区为镇海主要佛教群集地，曾先后建起寺庵32座，汶溪一带山间旧时甚至有“西天佛国”之称。而旧时官道两旁及河桥梁堍头寺庵则多设有跨路凉亭，供行人休憩。至2008年，镇海区境内有官方承认的佛教活动场所8处。
镇海基督新教传入的历史可以追溯到1870年，最初传入的教派为循道公会，此后浸礼会、圣道公会、基督徒公会等教派纷纷传入。镇海城区三角地曾建有城区唯一的基督新教教堂，但因面积过小，在政府协调下搬迁至威海路。至2008年，镇海区境内有官方承认的基督教堂9处，经常参加宗教活动的基督教徒约2500人。

### 教育

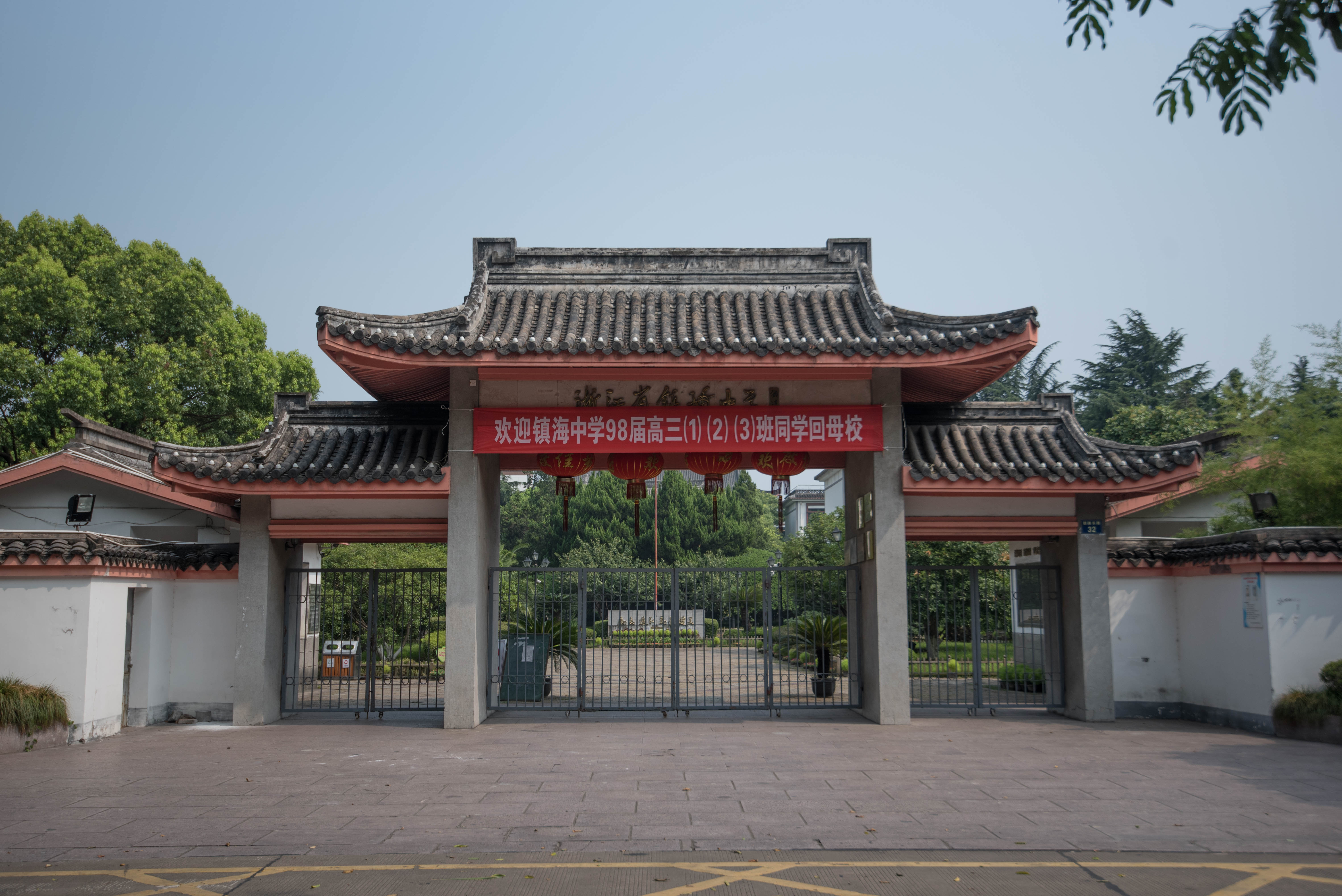
镇海中学校门

镇海教育的发端可以追溯到1104年（宋崇宁三年）建立的镇海县学。明清两代，镇海建立了超过10所书院以及众多的学塾，清末时近代学堂兴起，至民国时期更有200余所全日制小学建成。至21世纪初叶，镇海已建立从学前教育到初等教育、中等教育直到成人教育的教育体系，并实现了从学前教育到高中教育的普及。至2016年，镇海幼儿入园率达到100%，小学入学率100%，初中入学率100%，高中入学率99.3%，高考一本录取率达43.4%。镇海中学成为镇海教育的品牌，先后成为浙江省第一所合格重点中学，全国百强中学和北京大学“中学校长实名推荐”学校。与此同时，海外捐资办学也成为镇海教育注入了大量资金，兴办从学前教育到中等教育的各种教育设施，同时捐款设立各项奖学金。龙赛中学即为捐资建校的代表，由香港宁波商人包玉书捐建于1993年，2007年成为浙江省一级重点中学。除公办教育外，镇海的民办教育也在21世纪初的到了一定程度的发展。

### 权利意识
进入21世纪，镇海曾有的由“文革”等政治因素造成的轻忽个人生命的观点逐渐得到纠正。居民开始使用法律、舆论监督等工具维护自身权益。复退军人、下岗工人、失地农民等社会弱势群体开始为自身权益“寻求说法”，一定程度上也促进了镇海各行政机构了解民意，加强服务意识。除了个人权益外，镇海的环境问题也成为镇海居民维护自身权益的焦点。2002年5月16日至17日，镇海后大街居民因两家化工厂偷排有害气体而上街游行，堵塞交通，后污染问题得到解决。2012年10月，镇海发生由镇海炼化1500万吨炼油、120万吨乙烯一体化项目扩建引发的大规模居民抗议事件并延及宁波中心城区，受到全国关注。

## 交通

镇海对外交通图

镇海位于东海之滨，历史上曾长期依靠水运。镇海拥甬江口之利，港口航运历史悠久，有“宁波外港，浙东门户”之称，对外贸易和交往频繁。20世纪70年代以来，镇海港得到重振，并成为宁波港重要的港区。20世纪80年代以来，镇海区内公路运输发展迅猛，并完全取代了内河运输在镇海交通中的地位。由于港口和临港工业的发展，铁路和管道运输亦成为重要的货物交通方式。

### 港航
镇海海上航运历史悠久，船只在镇海启航的最早记录可见于唐代。当时，明州（宁波）港位于宁波三江口，而镇海作为其外港也随之发达起来，多次有往来日本、高丽的航船停靠镇海。北宋时，两浙市舶司曾驻镇海，往来高丽的使节也从镇海登岸和放洋。到了清末，镇海开始逐渐修筑轮埠，最多时曾达到8座，后由于抗日战争而遭到破坏，至1949年时仅剩一座。此后直至20世纪70年代，虽然甬江北岸出现多座码头，但大都吨位不大。1973年9月，位于招宝山至游山一线的宁波港镇海港区开建，镇海开始成为宁波港的煤炭、矿石运输基地。
镇海的内河航运起自五代，至明代逐渐形成完整的内河航运网络，并逐渐成为地方交通的主力。镇海内河航运曾在民国时开始机械化，但到了20世纪70年代，镇海内河航运逐渐被汽车运输所取代。但内河航运尚未完全推出历史舞台，至2008年尚有7级航道两条，9级航道两条。

### 道路

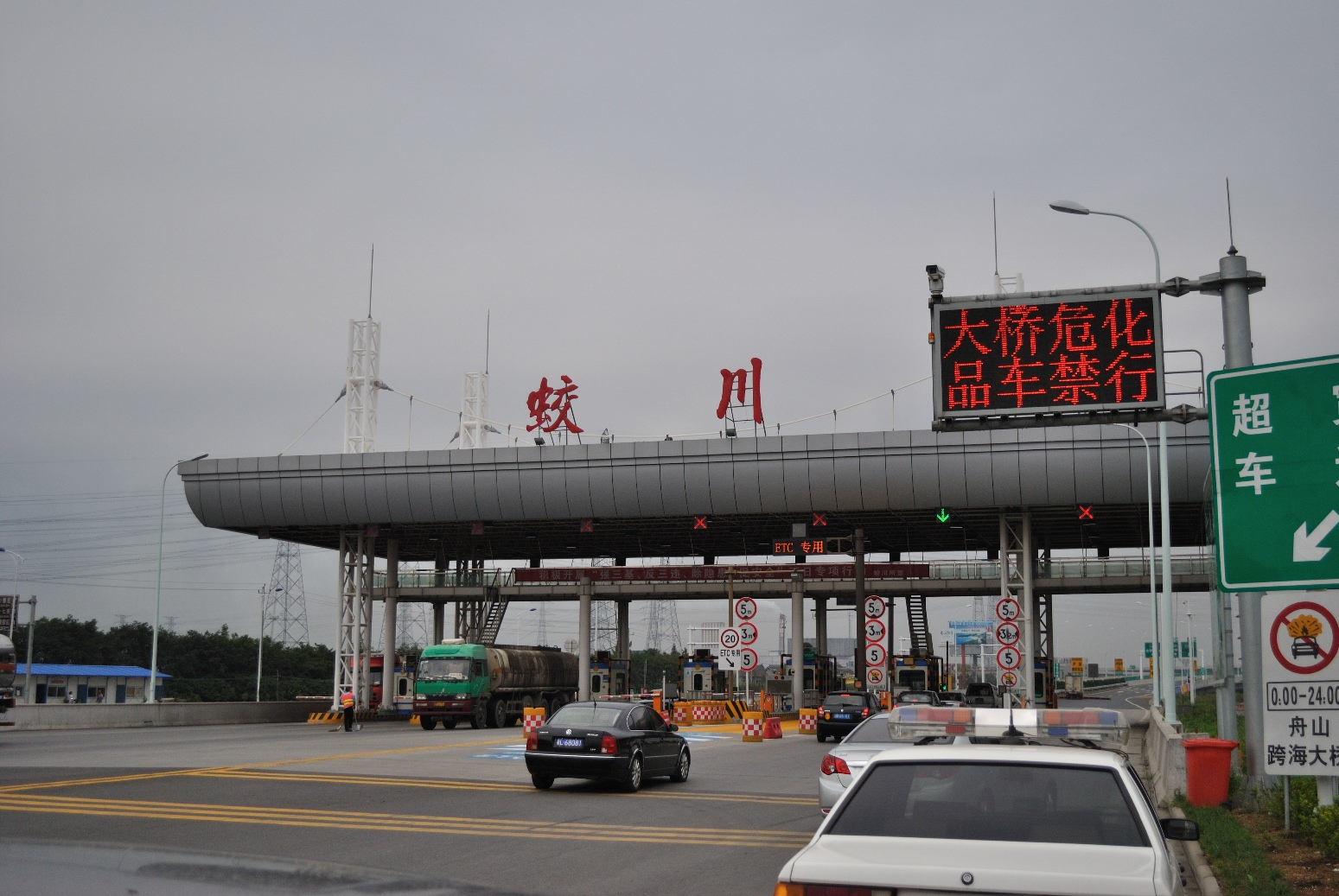
宁波绕城高速公路蛟川出口

镇海的公路建设始于20世纪30年代。1931年至1935年，先后建成慈溪至镇海、镇海县城至骆驼、汶溪至骆驼的公路，并开通长途汽车服务。但这些公路大都毁于抗战。中华人民共和国成立后，这些公路得到重建，并成为各等级公路。截至2010年，镇海境内共有国道1条，省道1条，县道13条，公路总里程326.1公里。其中，329国道为镇海唯一一条国道，从澥浦岭至常洪。320国道为镇海唯一一条省道，从骆驼至镇海，境内长12公里。此外，区内还建有风华路等多条等级公路以及东外环路、北外环路等多条其他道路，联系区内各地，并与宁波中心城区其他区域相连。
截至2012年，镇海区境内共有过境高速公路2条。宁波绕城高速公路穿过镇海区西南，联通宁波市外围区域，并与多条高速公路相连，通往全国各地，被称为宁波的“金色环线”。该高速公路在镇海区范围内设有九龙湖、沙河、蛟川、临江4个出口，一处服务区。甬舟高速公路与绕城高速公路在蛟川枢纽交汇，并向东北经金塘大桥通往舟山市。规划中的杭绍甬高速公路也将经过镇海。

### 铁路和管道

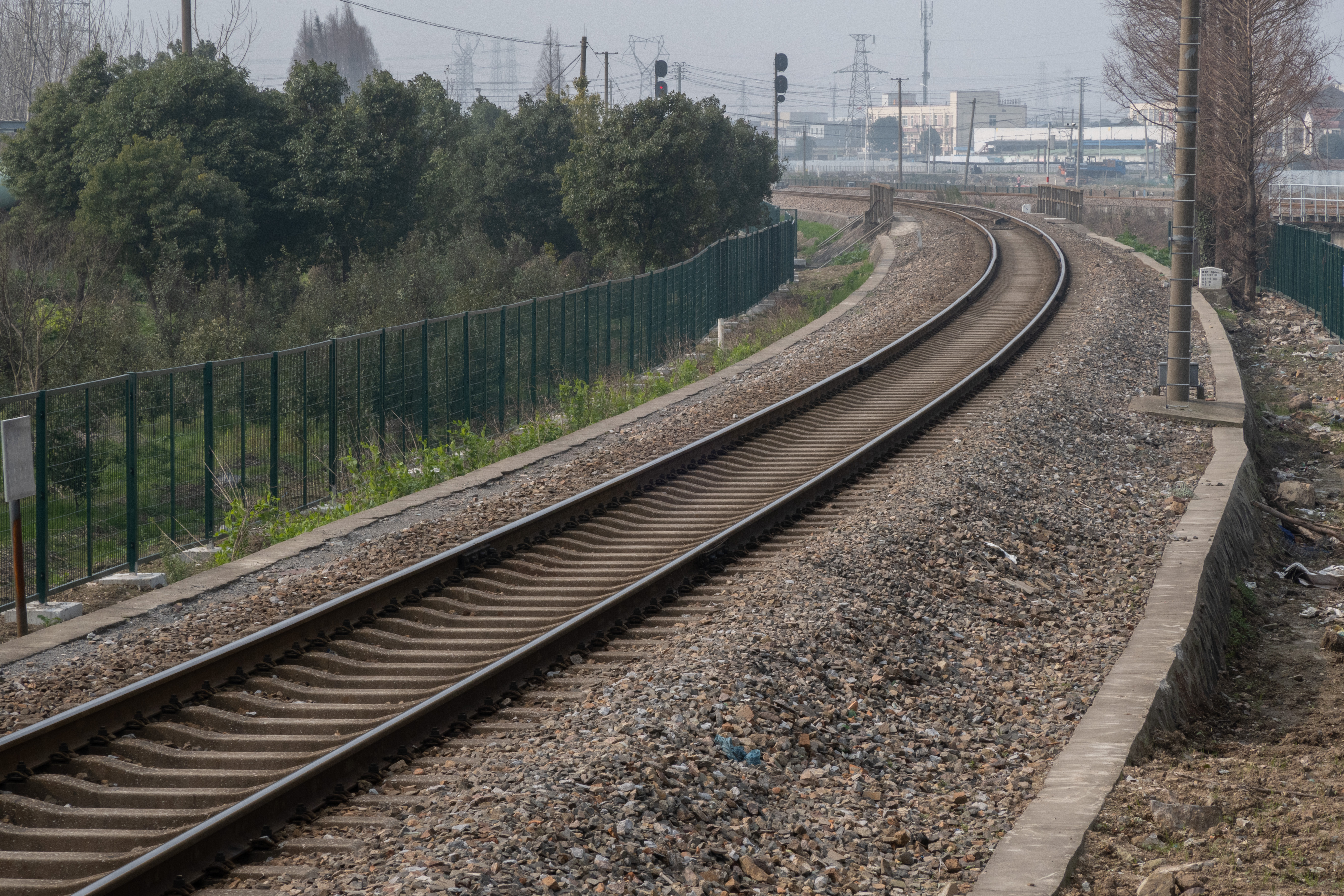
洪镇铁路

镇海没有客运铁路线，居民须前往位于海曙区的宁波站乘坐客运列车前往全国各地。建于1979年的洪镇铁路为镇海对外的货运铁路，起点为宁波市江北区境内的宁波北站（原洪塘乡站），终点为镇海港区内的镇海站。线路为非电气化单线铁路，总长18.953公里，其中镇海区内长度为13.439公里。货物以小运转方式运输至洪塘编组站，并经由萧甬铁路向外发送。主要运输的货物包括煤炭、成品油、液体化工产品、钢铁和非金属矿石等，2008年货运量693.4万吨。除主线外，洪镇铁路还设有一条支线，连接镇海炼化。宁波铁路枢纽北环线穿过镇海区南部并跨越甬江，使宁波港铁路集装箱运输通道得以打通。
管道运输随着镇海的石油化工工业发展而逐渐建立。镇海最早的管道建于1976年，为镇海炼化至镇海成品油码头的管道。此后逐渐建成镇海炼化至北仑算山码头、杭州市萧山区以及上海市金山区多条原油、成品油运输管道，以及镇海煤码头至镇海炼化的乙烯输煤栈桥。至2010年，连接镇海炼化的管道总长达到448.7公里。除此之外，宁波化工区也设有一条总长19.2公里的液体化工管廊带，设计年运输能力200万吨，用以服务辖区企业，同时通过视频监控等措施避免化学品“跑、冒、滴、漏”带来污染。

### 公共交通

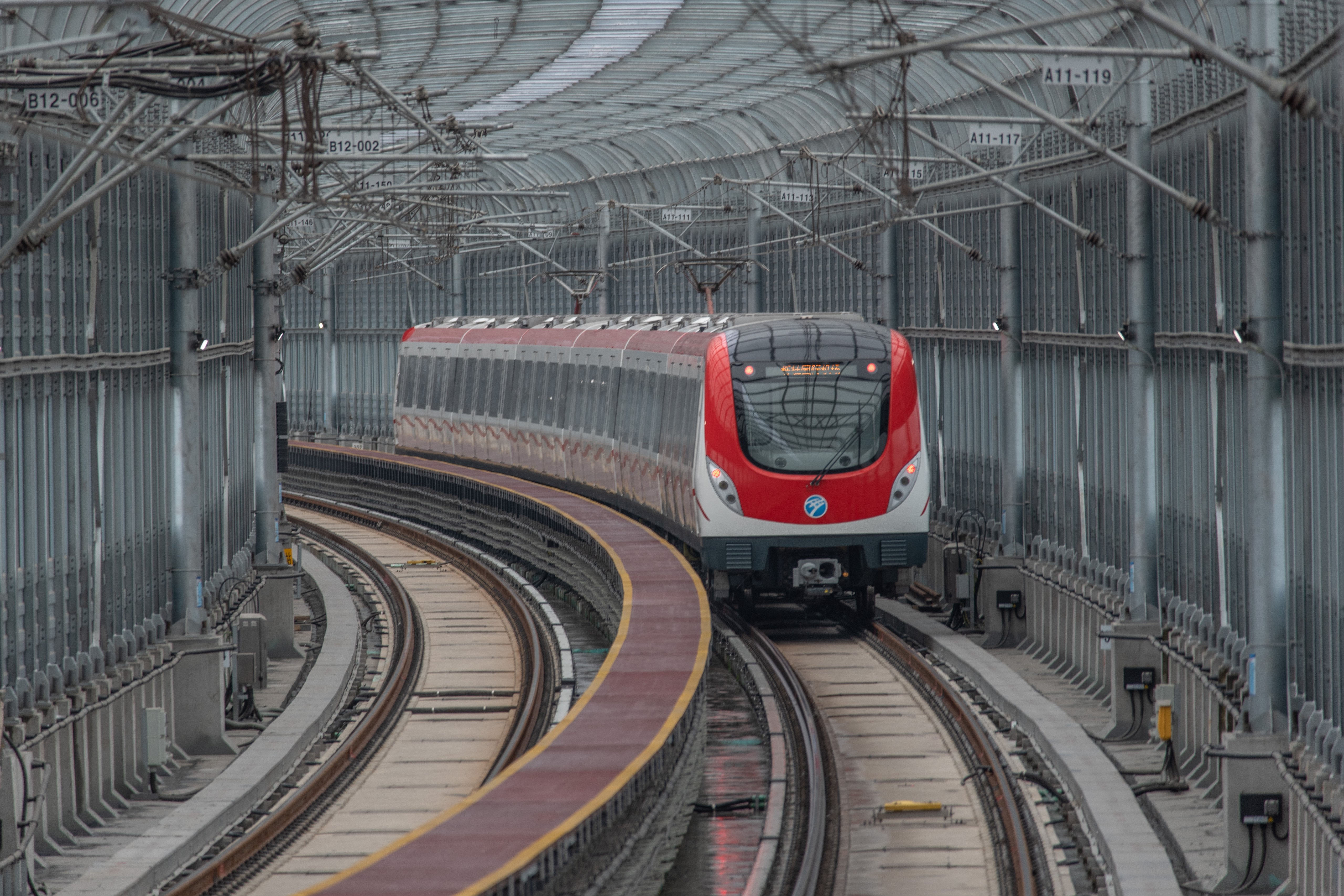
驶离五里牌站的2号线列车

镇海的公共交通形式较为多样，包含地铁、公交车、城区出租车和公共自行车。
镇海公交车的营运始于1979年4月，最早的线路为宁波汽车北站至镇海。2000年1月，镇海公交的原运营方镇海公路运输总公司并入宁波公交总公司，成为镇海公共交通有限公司（宁波公交五公司）。此后，公交线路有了较大幅度的增长。截至2008年，镇海共开通28条公交线路，运行里程650余公里。
镇海出租车服务始于1984年。1996年1月，为缓解出租车流向宁波中心城区导致镇海城区打车难的问题，镇海开始运营“城区小客”出租车服务并限定上客范围为镇海城区范围。这一服务为镇海居民的出行提供了方便，但同时，随着城市化的推进，城区小客的运营范围过小，因而屡遭批评。2013年，镇海区域出租车正式取代城区小客，上客范围也扩大到镇海全区。

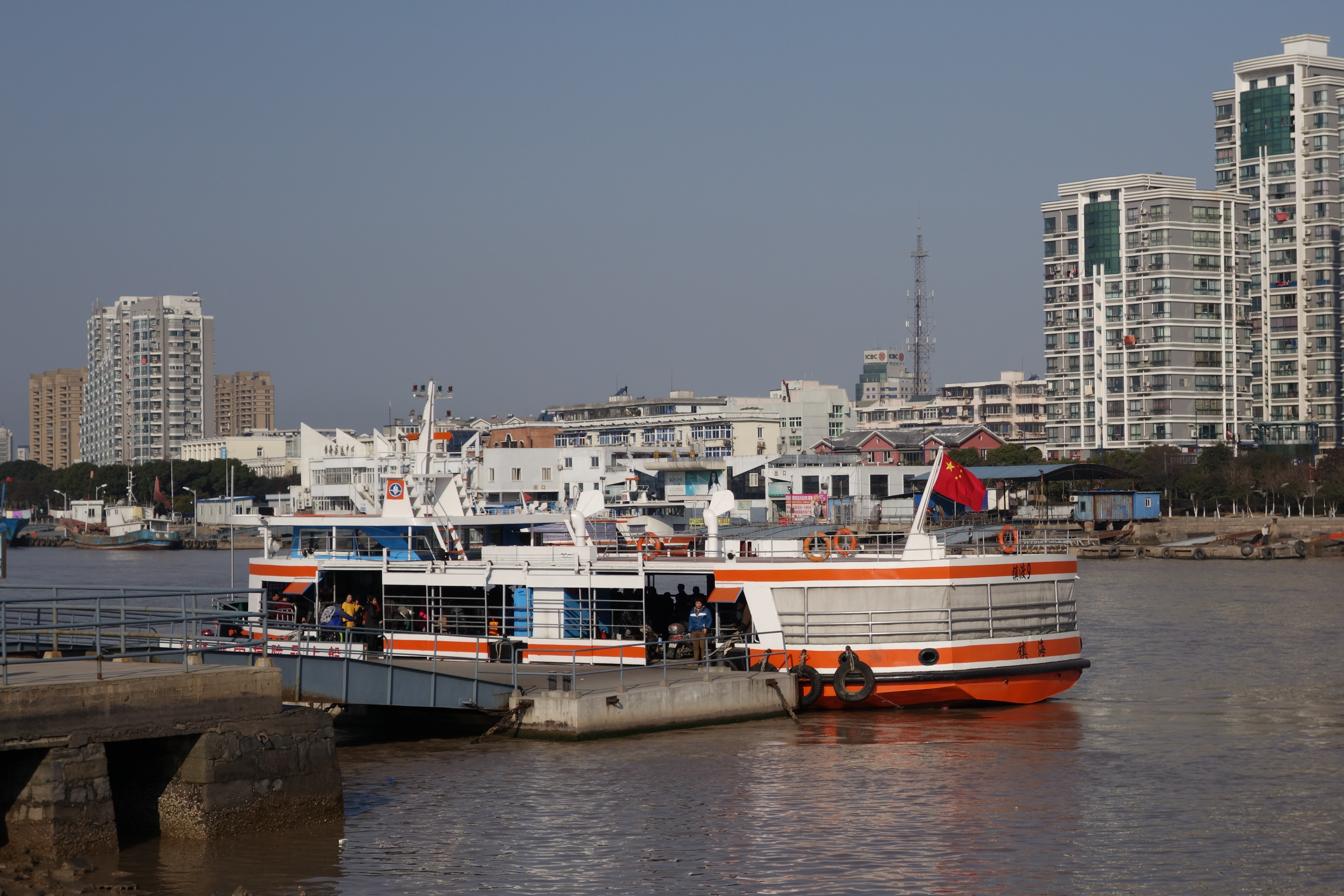
停靠于甬江南岸的镇海渡客轮

镇海渡为宁波市范围内仅存的大型客渡，为人员往返甬江两岸提供方便。2008年，共有3艘渡轮服务于镇海渡。随着私家车的普及，镇海渡处于严重亏损的状态，但仍为居民往返甬江两岸重要的交通方式。现已停航，停航时间不详。
镇海的公共自行车于2013年10月开通服务，用以解决公共交通“最后一公里”问题。镇海公共自行车属于宁波公共自行车系统，执行相同的收费和服务标准，可使用甬城通卡进行租赁，并享受1小时免费使用。
规划中的宁波轨道交通将有三条地铁线路服务镇海。其中，2号线将穿过镇海老城区并到达甬江南岸，3号线自北向南，服务镇海新城，5号线穿过辖区西南的庄市街道。2号线区内段（清水浦至招宝山段）已于2022年全部建成通车。

## 军事

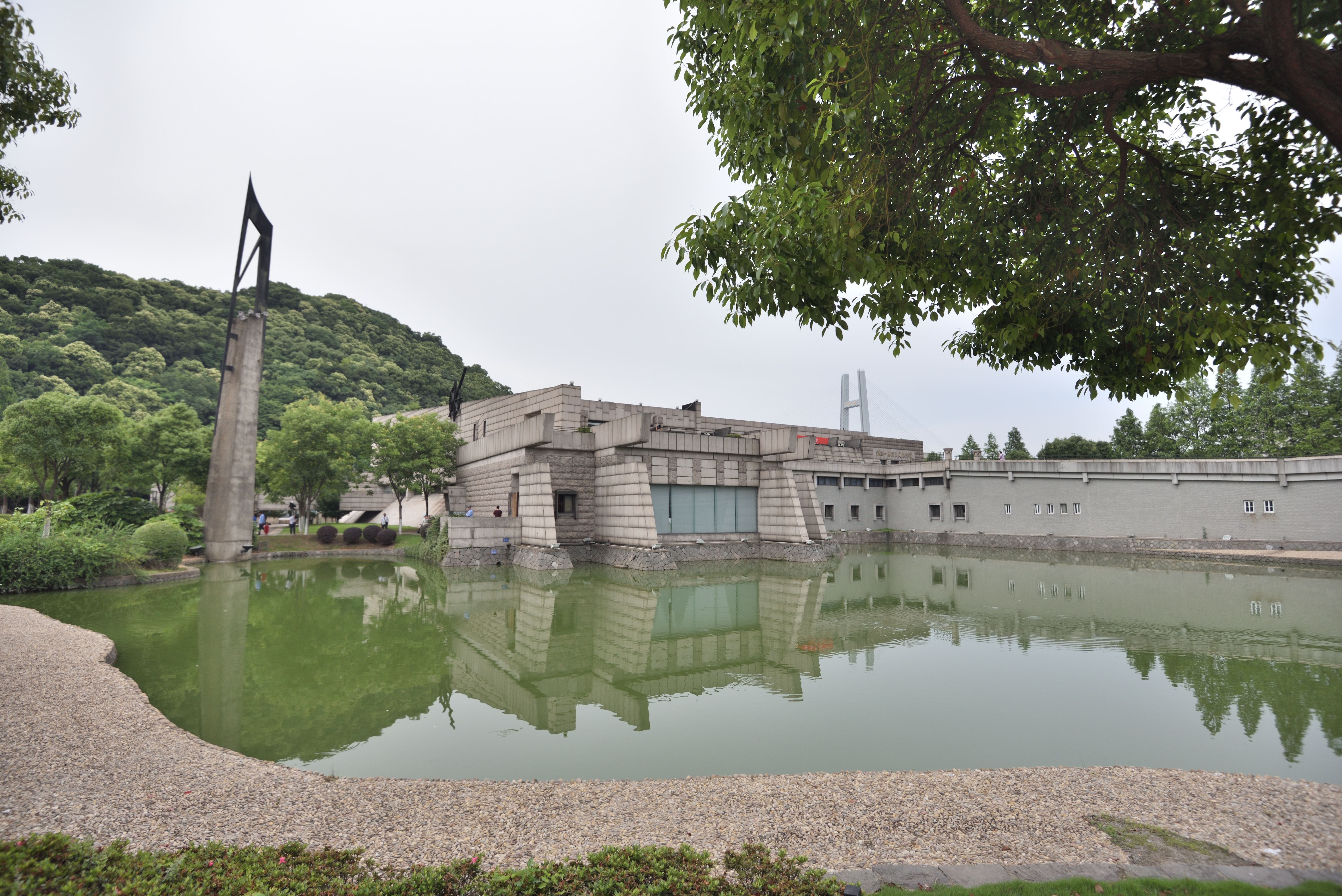
招宝山南麓的镇海口海防历史纪念馆

镇海口是中国东南沿海的战略重地，从东汉起即驻军，历来浙东凡有战事，镇海口屡有波及。公元400年，孙恩起义军登陆浃口（即甬江口），此后攻至绍兴地区，沿途攻陷句章、余姚，后兵败。明代抗击倭寇时，俞大猷、戚继光等名将在镇海指挥作战，镇海民众曾修建俞大猷生祠以纪念。都督卢镗于招宝山巅建威远城，保存至今，并在此后多次战争中发挥作用。第一次鸦片战争时期，1840年7月，英军占领定海后进犯镇海口，伊里布委屈求和，禁止民间抗英，英军退去。此后，林则徐也层调职镇海，筹办防务，一个月后左迁伊犁。1841年9月，英军再陷定海，10月10日镇海陷落，清朝钦差大臣裕谦自杀殉国。中法战争时期，1885年（光绪十一年）2月12日，法军将领孤拔率法舰7艘侵入大戢洋面。3月1日至3月20日，屡次进攻镇海口，均被击退。6月26日，法舰撤退，镇海之战取得胜利。抗日战争时期，1940年7月16日，日军进攻镇海，17日镇海陷失。7月17日，国军一九四师与十六师在甬江南岸梅墟、王家溪口一线与江北骆驼桥部署反击，至21日收复镇海县城、招宝山、戚家山等处，史称“七·一七”抗战。直至1941年日军发动宁绍战役，甬江口方才陷落。

## 旅游
镇海区境内拥有多处自然、人文旅游景观。招宝山有“东南第一山”之誉，山中有明代从普陀山请来的“不肯去观音”像及各种佛教遗迹，也有包含历代抗倭、抗英、抗法、抗日遗迹的镇海口海防遗址，为国家4A级旅游景区。九龙湖风景区则以十字路水库为基础，包含3平方公里水域、周边生态农业旅游和达蓬山上众多的人文遗迹，其定位为度假旅游、会议旅游和生态观光旅游。庄市街道境内则有宁波帮文化旅游区，其中包含展示宁波帮发展史和成就的宁波帮博物馆，展示宁波帮形象的宁波帮文化公园，“世界船王”包玉刚故居，传媒大亨邵逸夫的故居邵逸夫故居和叶澄衷创办，为多位镇海籍宁波帮人士启蒙之地的叶氏义庄。位于澥浦镇的郑氏十七房则是宁波帮中发源最早、绵延时间最长的商业家族澥浦郑氏的族居，以建筑群规模庞大，马头墙、旗杆林立，龙河水常年不干为其特色。

## 知名人物

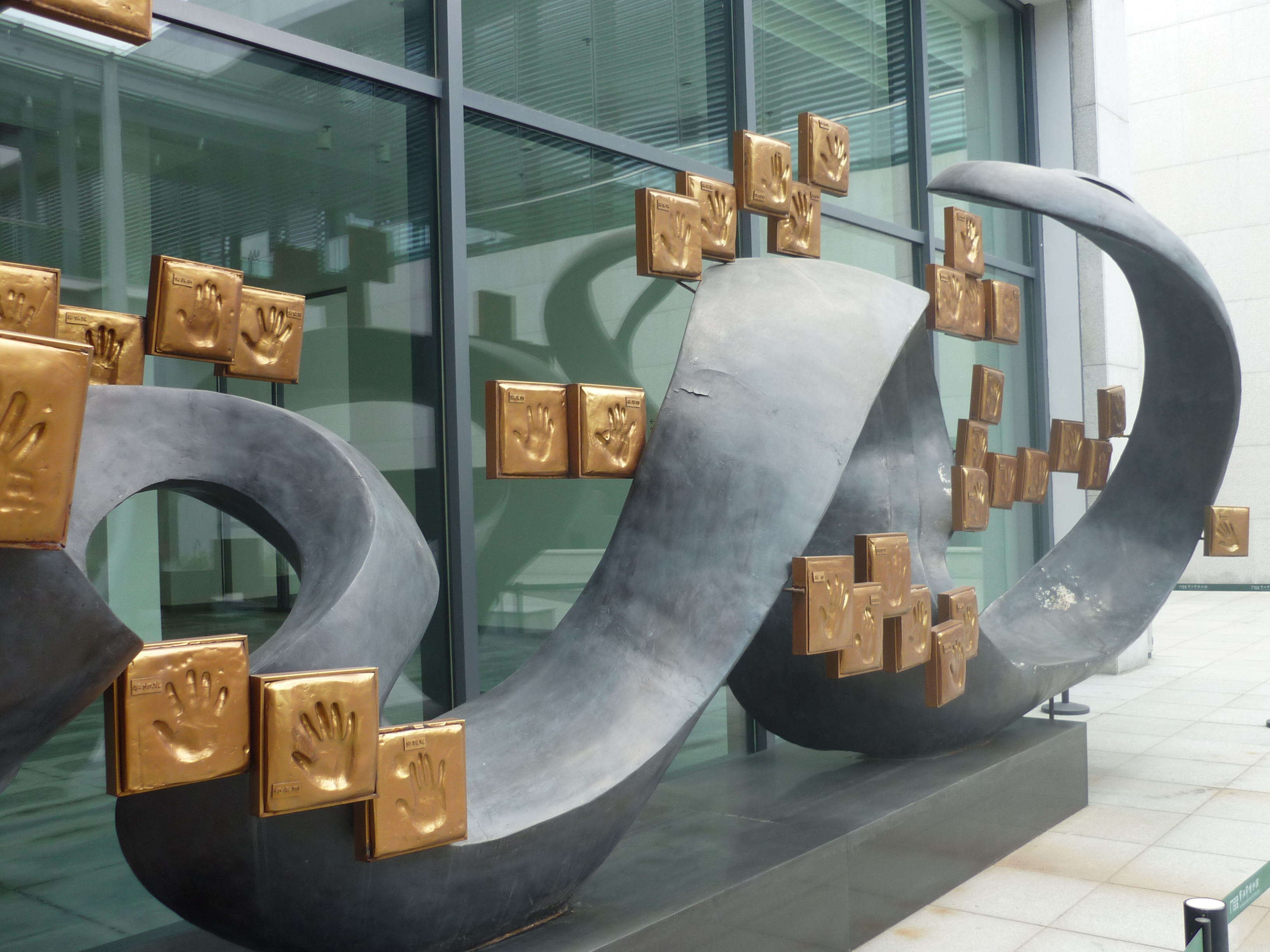
宁波帮博物馆内的掌印

镇海是宁波商帮的重要发源地，同时也是宁波商帮最大的聚居地。从明代的十七房郑氏家族开始，镇海出现了叶氏、包氏、邵氏等众多商帮家族。在此之中包括五金大王叶澄衷，影视大亨邵逸夫，世界船王包玉刚，中国日用化工工业奠基人方液仙等商界巨子。除商界外，镇海也在科技、文化界诞生了不少人才。镇海拥有近20名镇海区籍两院院士，其中有细胞学泰斗贝时璋，核物理学家杨福家，计算机专家倪光南等人，涉及各个学科和领域。文化界的镇海名人则有浙东学派晚期代表姚燮，近代文学家唐弢，中国电影先驱者张石川，科幻作家倪匡等人。镇海同时也是宁波的侨乡，拥有上万名侨胞（含港澳人士）。这些侨胞曾多次捐资帮助家乡发展教育和福利事业，同时为中华人民共和国的各项事业奔走。